# Lampides
Lampides là một chi bướm trong họ Lycaenidae.

## Danh sách loài
- Lampides boeticus (Linnaeus, 1767)
- Lampides byneri Moulton, 1911
- Lampides kankena
- Lampides lacteata